# Château du Cré
Le château du Cré, également la maison forte Ducrest, est un château valdôtain situé sur la commune d'Avise, actuellement en ruines.

## Histoire
Il aurait été construit au Xe siècle par la famille d'Avise.
Selon André Zanotto, en 1425 il appartenait à Pierre d'Avise, vice-bailli d'Aoste.
Il passe ensuite aux nobles Ducrest (ou Ducret), une famille originaire du Pont-de-Beauvoisin, représentée par Boniface Ducrest et éteinte au XVIIIe siècle.

## Galerie d'images

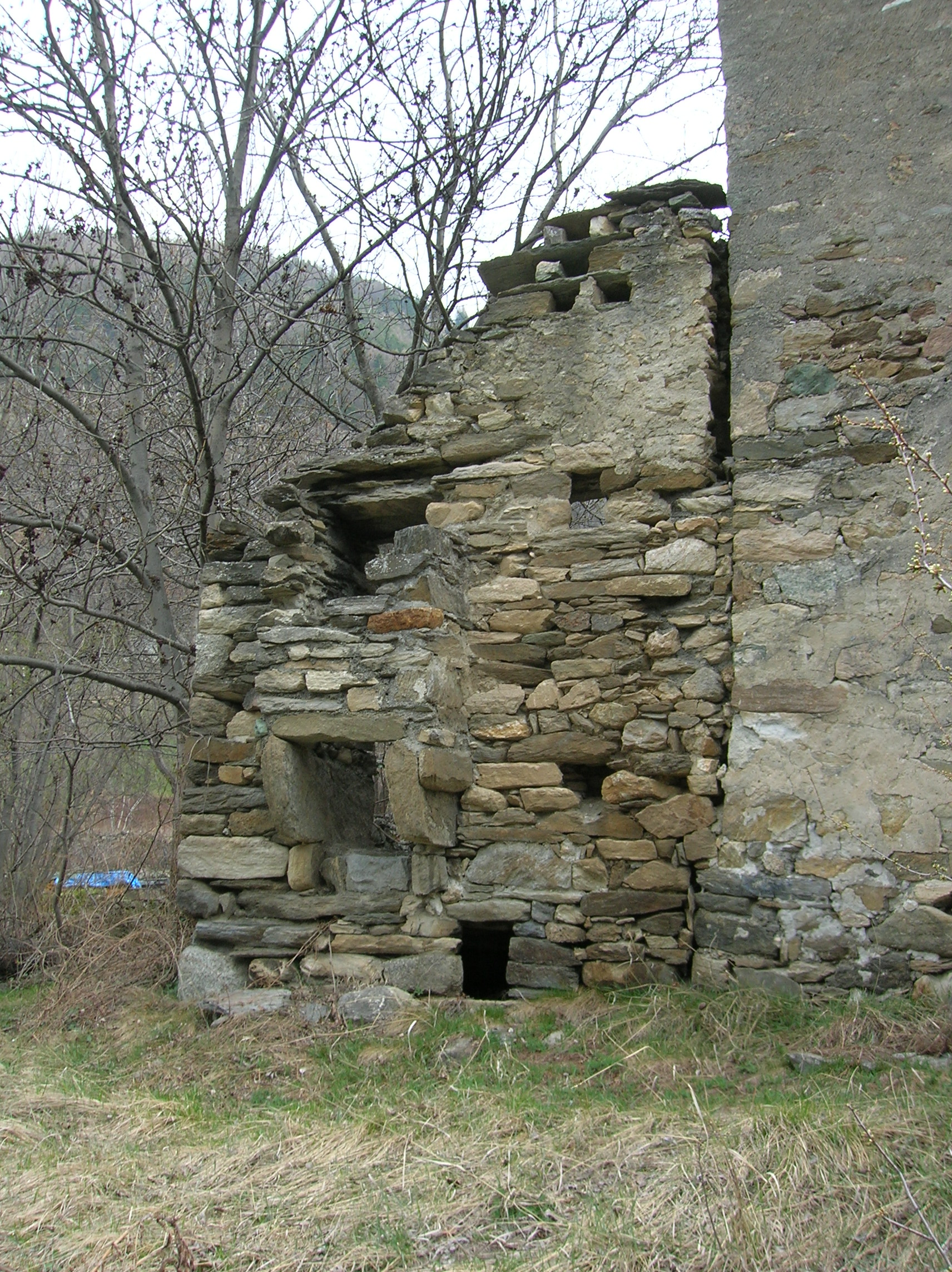
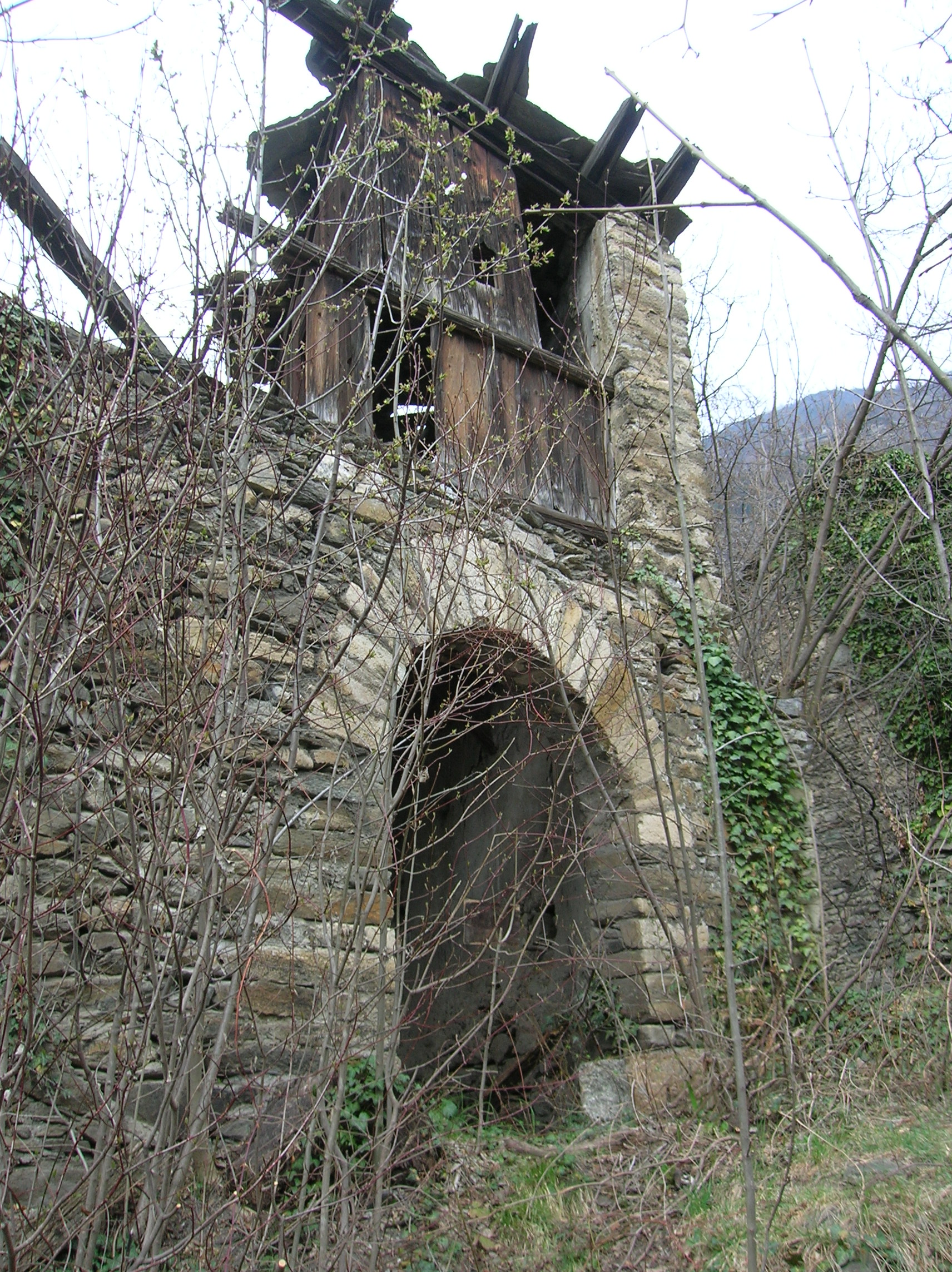
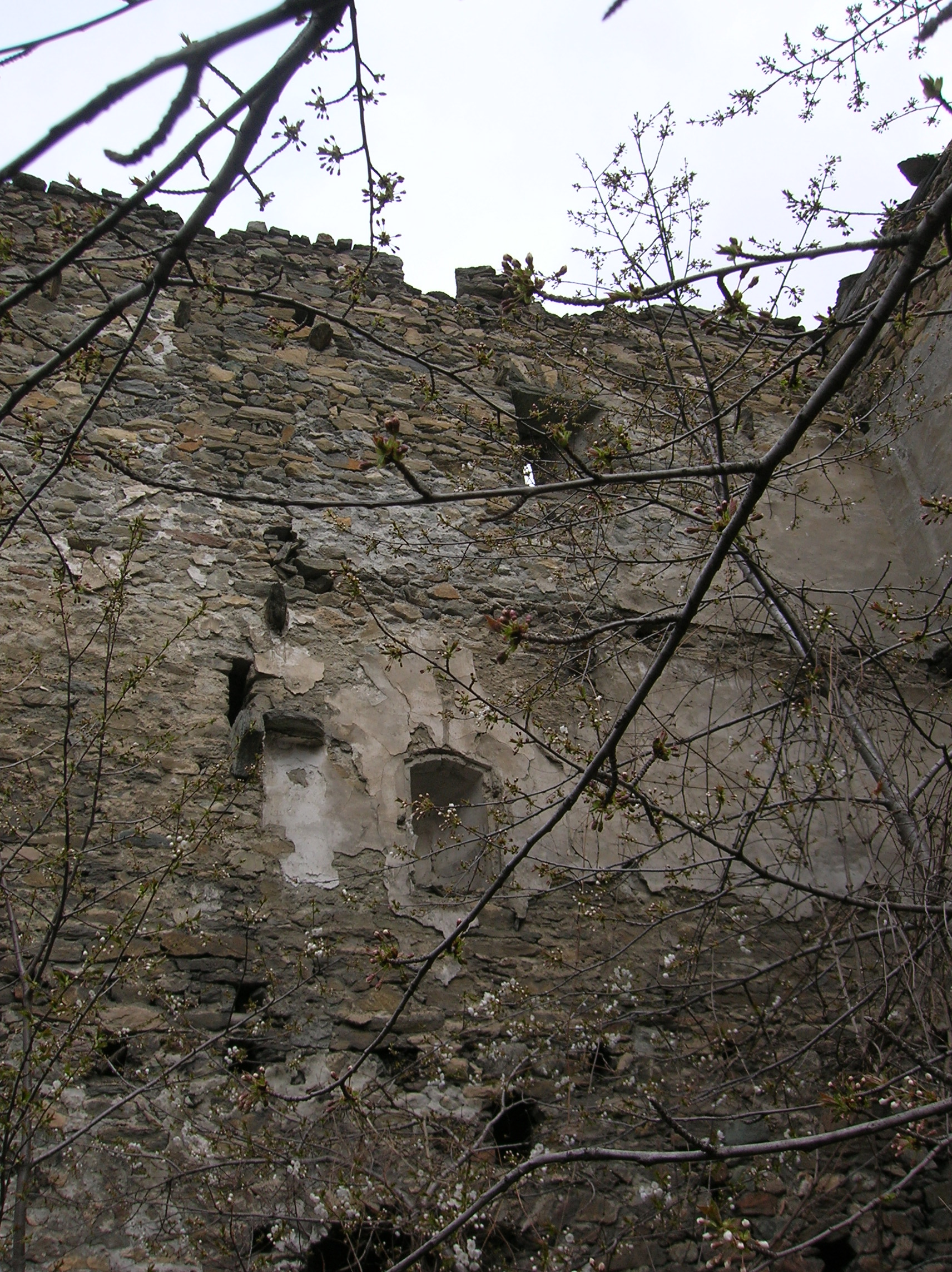
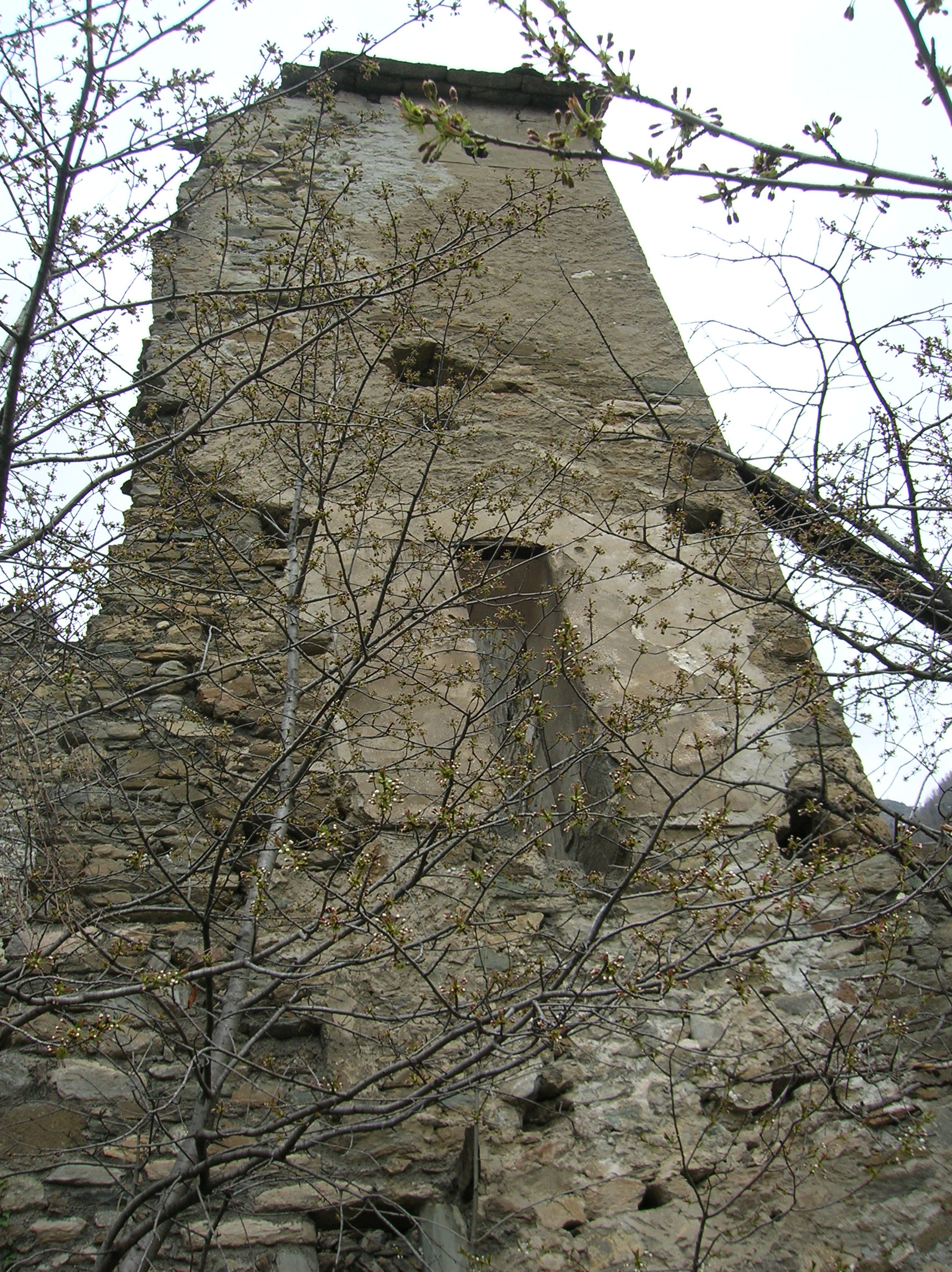
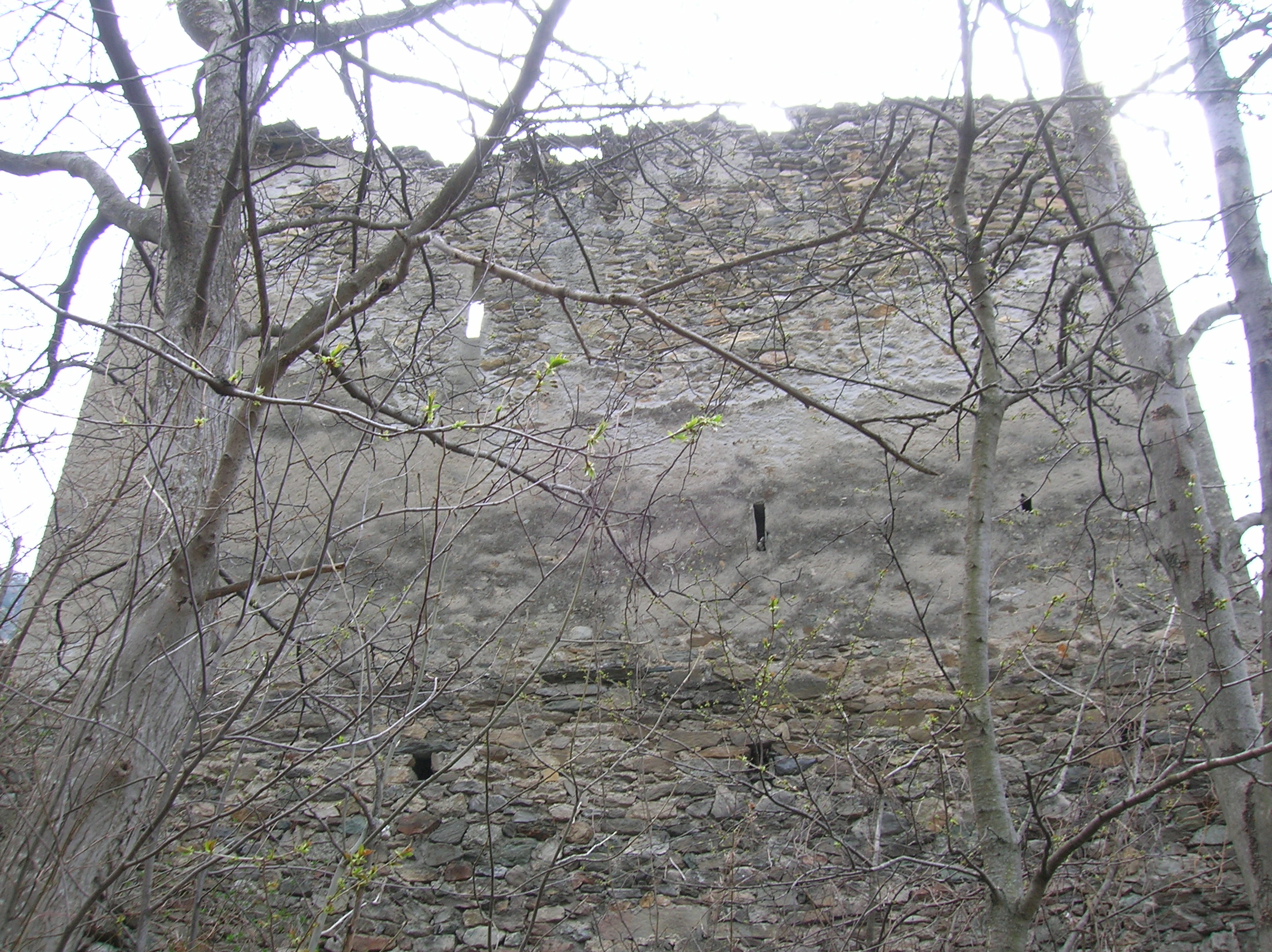